# Haslach im Kinzigtal
Haslach im Kinzigtal (letteralmente: «Haslach nella valle della Kinzig») è una città tedesca di 7 202 abitanti, situata nel land del Baden-Württemberg.